# Objeto no identificado y otros cuentos de ciencia ficción
Objeto no identificado y otros cuentos de ciencia ficción es una antología de relatos de Costa Rica, publicada en 2011 por la Editorial de la Universidad Estatal a Distancia, siendo la segunda antología de ciencia ficción publicada por dicha editorial. En ella colaboraron diversos escritores costarricenses conocidos por su aporte a la ciencia ficción como Jessica Clark, Evelyn Ugalde, Iván Molina y Laura Quijano, entre otros.

## Cuentos
- Sin protocolo de seguridad de Mariana Castillo
- Bajagua de Jessica Clark
- Ordago de Manuel Delgado
- El ejército de Onara de Daniel Garro
- Sueños combatidos de Iván Molina
- Raquel y los emperadores de Alberto Ortiz
- Objeto no identificado de Laura Quijano
- Amor virtual de Evelyn Ugalde